# Franco Radaelli
Franco Radaelli (Novara, 10 ottobre 1935 – Torino, 7 aprile 2016) è stato un calciatore italiano, di ruolo mediano.

## Carriera
Ha disputato undici campionati di Serie B, sette con il Messina, due con il Verona e due con il Novara, per complessive 257 presenze e 11 reti fra i cadetti. Nella stagione Serie B 1962-1963 ha contribuito, con 33 presenze e 3 reti, alla vittoria del Messina nel campionato cadetto, senza però venir confermato per la stagione successiva in Serie A.
In carriera ha giocato complessivamente 257 partite in Serie B, segnandovi 11 gol totali.

## Palmarès

### Giocatore

#### Competizioni nazionali
- Campionato italiano di Serie B: 1

Messina: 1962-1963